# Edgar Morin
Edgar Morin (París, 8 de julio de 1921), de nacimiento Edgar Nahum, es un filósofo, sociólogo y político francés. A partir de la década de 1950 ocupó un lugar destacado en la sociología francesa.

## Biografía
Edgar Nahoum nació en París en 1921. Sus padres fueron Vidal Nahoum y Luna Beressi, judíos sefarditas de ascendencia española durante mil años, que llegaron a Francia en 1918 procedentes de Salónica. Hijo único, su infancia estuvo marcada por la enfermedad y la pérdida a los diez años de su madre por causa de una enfermedad cardiaca. El joven Edgar era un entusiasta de la lectura, la cultura popular, aficionado al estudio, a la aviación y al ciclismo. Comenzó su labor filosófica con la lectura de los diversos autores de la Ilustración del siglo XVIII. 
En 1936, durante la guerra civil española, su primer acto político fue unirse a una organización libertaria, "Solidaridad internacional antifascista", para preparar el envío de suministros para el bando republicano. En 1938, se unió a las filas del Partido Frontista, una pequeña formación de izquierda pacifista y antifascista.
En 1941 se unió a la  Resistencia dentro de las "fuerzas unidas de la juventud patriótica". En 1942, obtuvo una licencia en historia y geografía y una segunda licenciatura en derecho. Más tarde se unió al movimiento de Michel Cailliau, el MRPGD (Movimiento de resistencia para prisioneros de guerra y deportados). En 1943, fue comandante de las fuerzas combatientes francesas y homologado como teniente. Su movimiento se fusionó con el de François Mitterrand y se convirtió en el MNPGD (Movimiento nacional de prisioneros de guerra y deportados). Adoptó el seudónimo de  Morin  (la anécdota -confirmada por el propio Edgar Morin durante un programa de radio- consiste en que, durante una reunión de combatientes de la resistencia en Toulouse, el joven Edgar Nahoum se presentó bajo el nombre de Edgar Manin, en referencia al personaje de André Malraux en "La condición humana" (1933); pero un compañero suyo entendió "Morin" y no intentó corregirle. Comunista, judío y gaullista, tres palabras mortales en esa época. Participó en la liberación de París (agosto de 1944) y se incorporó al ejército francés. Se casó con Violette Chapellaubeau y se fue a vivir con ella a Landau in der Pfalz, en calidad de teniente del Ejército Francés de Ocupación en Alemania en 1945. Al año siguiente regresa a la capital francesa para darse de baja en su carrera militar y proseguir con sus actividades políticas. 
Escribe su primer libro, Año cero de Alemania, en el cual narra un cuadro de la Alemania destruida de 1945-1946. Maurice Thorez lo invita a escribir en el semanario Cartas francesas. Miembro del Partido Comunista Francés desde 1941, se alejó de él en 1949 y fue expulsado en 1952 debido a un artículo publicado en France Observateur. En ese mismo año fue admitido en el Centro Nacional de Investigación Científica (CNRS), previa recomendación de algunos intelectuales como Maurice Merleau-Ponty, Vladimir Jankélévitch y Pierre George. Formó parte del Centro para Estudios Sociológicos dirigido por Georges Friedmann.
Edgar Morin está en el origen de varias revistas sociológicas: Arguments (1956-1962), la Revue française de sociologie (1960) y Communications.
Al integrarse al CNRS, Morin se inicia en el campo de la temática social en el terreno de la cinematografía, aproximándose al surrealismo, aunque todavía no abandona el socialismo, del cual comparte ideas con Franco Fortini y Roberto Guiducci, así como de Herbert Marcuse y otros filósofos. Funda y dirige la revista Arguments (1956-1962) al tiempo que vive una crisis personal. En 1955, fue uno de los cuatro líderes del Comité contra la Guerra de Argelia (1954-1962).
Al iniciar la década de 1960, Morin inicia trabajos y visitas a Latinoamérica y queda impresionado por su cultura. Posteriormente empieza a elaborar un pensamiento que haga complementar el desarrollo del sujeto. Ya en Poulhan, y en compañía de sus colaboradores, desarrolla una investigación de carácter experimental que culmina con la tesis de la transdisciplinariedad, que le genera conflictos con otros académicos. 
Durante la revuelta estudiantil del mayo francés (1968), escribe artículos para Le Monde, en los que descifra el significado y sentido de ese suceso.
Con el surgimiento de la revolución biogenética, estudia el pensamiento de las tres teorías que llevan a la organización de sus nuevas ideas (la cibernética, la teoría de sistemas y la teoría de la información). También se complementa en la teoría de la autorganización de Heinz von Förster. Para 1977, elabora el concepto del conocimiento pertinente o enciclopedante, del cual liga los conocimientos dispersos, proponiendo la epistemología de la complejidad.
En 1983, fue condecorado con la orden de la Legión de Honor y a mediados de la década de 1980, ya vislumbra los cambios en el régimen soviético de Mijaíl Gorbachov. En 1994 le fue concedido el Premio Internacional Cataluña por la Generalidad de Cataluña. En julio de 2021, coincidiendo con su 100 cumpleaños, recibe en el palacio del Elíseo de manos del presidente de la República Francesa, Emmanuel Macron, la  Gran Cruz de la Legión de Honor.

## El pensamiento complejo

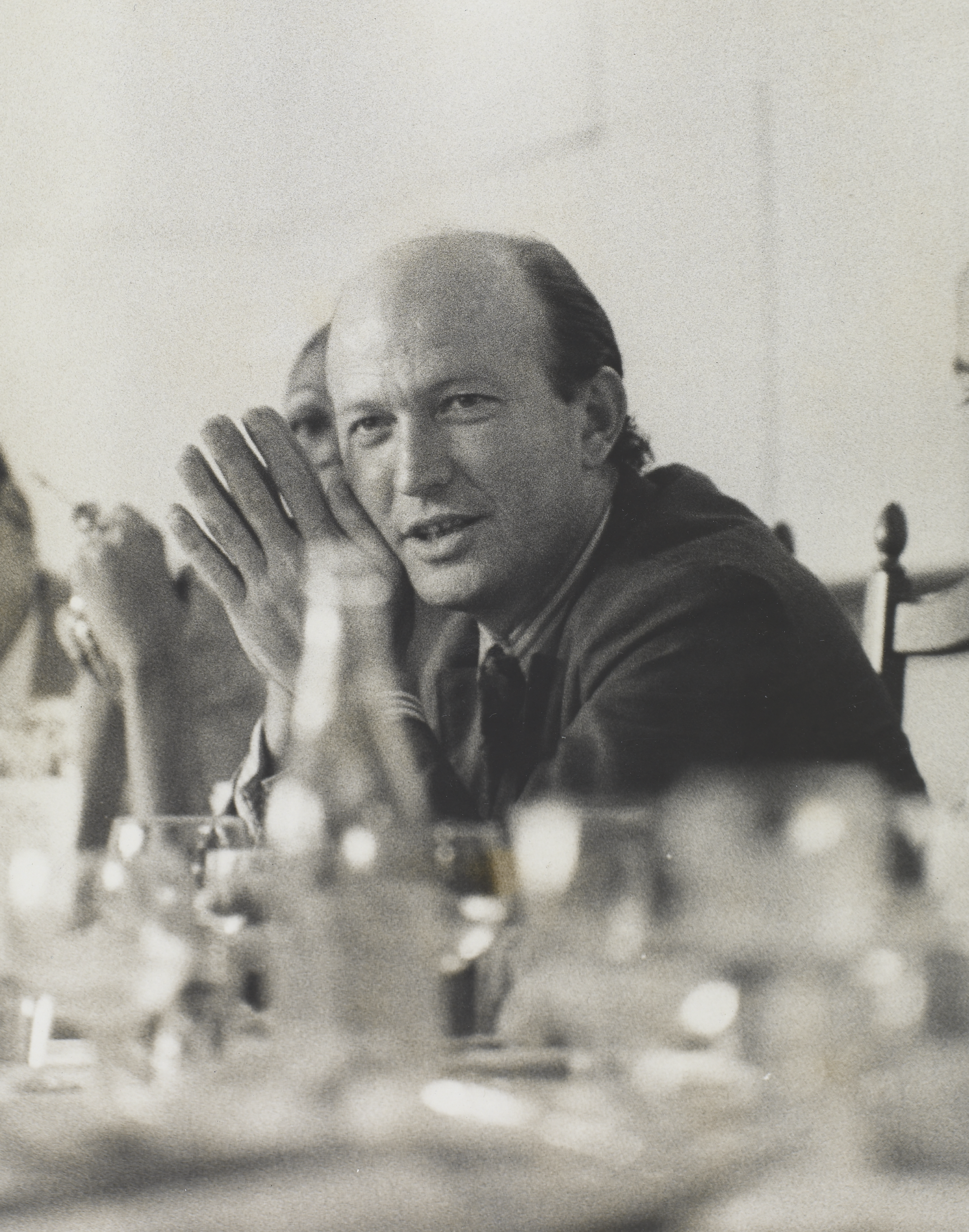
Edgar Morin en un coloquio en Río de Janeiro, 1972.

Edgar Morin ve el mundo como un todo indisociable, donde el espíritu individual de los individuos posee conocimientos que son ambiguos, desordenados, que necesitan de acciones retroalimentadoras y proponen un abordaje que se da de manera multidisciplinaria y multirreferenciada para lograr la construcción del pensamiento. El cual, se desarrolla con un análisis profundo de diversos elementos que componen a la certeza. Estos elementos, son los que se basan en la complejidad que se caracterizan por tener muchas partes que forman un conjunto intrincado y por lo tanto, son sumamente difíciles de conocer.
En los últimos tiempos se está extendiendo el uso del término Ciencias de la Complejidad para referirse a todas las disciplinas que hacen uso del enfoque de sistemas. El ordenador es la herramienta fundamental de las ciencias de la complejidad debido a su capacidad para modelar y simular sistemas complejos. Con posterioridad y en un análisis más profundo, la complejidad también se presenta con trazos inquietantes de confusión, desorientación, desorden, ambigüedad, incertidumbre, y de ahí la necesidad para poder hacer un mejor manejo del conocimiento.
Morin manifiesta que la innovación presupone una cierta desorganización y relajamiento de tensiones estrechamente vinculados con la acción de un principio reorganizado.
Se opone al aislamiento de los objetos del conocimiento, los restituye a su contexto, los reinserta en la globalidad a la que pertenecen.

## Imaginario colectivo
Para Morin, el imaginario colectivo es el conjunto de deseos, valores y prácticas sociales, que constituyen un dualismo entre la imaginación y la realidad. De forma que la industria cultural se pone al servicio del imaginario colectivo, como cualquier elemento inventivo y creativo necesario para cualquier producto cultural.
Este imaginario colectivo nace de la necesidad de sentirse pertinente a la sociedad y encajar. Por este motivo las masas se crean un ideal al que quieren aspirar, determinando este dualismo entre la realidad que viven y el imaginario al cual aspiran.
La cultura de masas se encarga de crear los símbolos, mitos e imágenes que pertenecen tanto a la vida práctica como la imaginada. Y esta cultura que se instaura es producto de un diálogo entre la industria cultural y el público. Para él, la cultura de masas no existe, porque la industria cultural lo que crea es una cultura positiva, y considera que la cultura de masas es una cultura para ser, una propia cultura.
Las ideas de Morin ayudaron a la creación de la teoría culturológica, con la finalidad de estudiar la cultura de masa para individualizar los aspectos antropológicos y las relaciones que se instauran entre el consumidor y el objeto de consumo.

## Distinciones

### Condecoraciones
- Gran oficial de la Legión de Honor (25 de marzo de 2016).[7]
- Gran Oficial de la Orden Nacional del Mérito (14 de noviembre de 2012).[7]
- Oficial de la Orden del Mérito Civil (España).[7]
- Gran Cruz de la Orden de Sant'Iago de la Espada (Portugal).[7]
- Comandante de la Orden del Mérito Intelectual (Marruecos).[8]
- Gran Cruz de la Legión de Honor (14 de julio de 2021).

### Honores
- Director emérito de investigación del Centro Nacional de Investigaciones Científicas (CNRS).[7]
- Presidente del consejo científico del Instituto CNRS de Ciencias de la Comunicación.[7]
- Presidente de la Agencia Cultural Europea (Unesco).[7]
- Presidente de la Association for Complex Thought.[7]
- Laus honoris causa  del Instituto Piaget en Portugal.[7]
- Colegiado de Honor  de la Consejería de Educación Superior de Andalucía (España).[7]
- Miembro de la Academia de la Latinidad (Río de Janeiro).[7]
- Miembro correspondiente de la Academia Brasileña de Letras.[7]

### Premios
- Medalla de oro (Aristóteles de oro) de la Unesco (2001).[7]
- Medalla de la Cámara de Diputados de la República Italiana (1989).[7]
- Medalla de la Ciudad de París (2012).[7]
- Premio Internacional de Cataluña, España (1994).[7]
- Premio Ibn Khaldoun para la promoción de los estudios y la investigación en ciencias humanas y sociales, Túnez (2015).[7]
- Premio del Centro Bertalanffy para el Estudio de la Ciencia de Sistemas, Austria (2012).[7]
- Precio Averroes, Marruecos (2009).[7]
- Premio Nonino, Italia (2004).[7]
- Premio internazionale Federico Nietzsche, Italia (2003).[7]
- Premio  Poetica do pensar , Portugal (2002).[7]
- Medalla de oro del Centro Pio Manzu, Unesco (2001).[7]
- Premio de Medios (cultura) de la Asociación de Periodistas Europeos (1992).[7]
- Premio Viareggio internacional, Italia (1989).[7]
- Premio europeo al ensayo Charles Veillon (1987).[7]

### Doctorhonoris causa
Es  doctor honoris causa  de varias universidades, entre las cuales:
- Universidad Autónoma de Barcelona y Universidad de Valencia en España.
- Universidad de Ginebra (sociología) en Suiza.
- Universidad Libre de Bruselas en Bélgica.
- Universidad de Perugia (ciencias políticas), Universidad de Palermo (psicología), Universidad de Bérgamo, Universidad de Milán, Universidad de Messina y  Universidad de Macerata (pedagogía) en Italia.
- Universidad de KwaZulu-Natal en Sudáfrica.
- Pontificia Universidad Católica de Rio Grande do Sul, Universidad de João Pessoa y Universidad Cándido Mendes de Río de Janeiro en Brasil.
- Universidad Tecnológica de La Paz en Bolivia.
- Université Laval en Quebec, Canadá.
- Universidad de Santiago de Chile en Chile.
- Universidad Nacional de Santiago del Estero en Argentina.
- Universidad de Odense en Dinamarca (ahora Universidad del Sur de Dinamarca).
- Universidad Aristóteles de Tesalónica en Grecia.
- Universidad Ricardo Palma, Universidad Nacional Mayor de San Marcos, Universidad La Cantuta (Perú) y Universidad Nacional Pedro Ruiz Gallo en Perú.
- Universidad Pedagógica de Cracovia en Polonia.
- Universidad Autónoma de Chihuahua en México[9]

## Obras
- 1946 L'an zéro de l'Allemagne (Éditions de la Cité universelle)
- 1948 El hombre y la muerte (Kairós, 1994)
- 1956 El cine o el hombre imaginario (Seix Barral, 1961; Paidós, 2001)
- 1957 Las estrellas del cine (Eudeba, 1964; Editorial Universitaria de Buenos Aires, 1966)
- 1959 Autocrítica (Kairós, 1976)
- 1962 L'esprit du temps. Essai sur la culture de masse (Grasse)
- 1965 Introduction à une politique de l'homme (Seuil)
- 1967 Commune en France. La métamorphose de Plozevet (Fayard)
- 1968 May 68 (con Claude Lefort y Cornelius Castoriadis)
- 1969 Le Rumeur d'Orleans (Seuil)
- 1969 Le vif du sujet (Seuil)
- 1970 Diario de California (Fundamentos, 2005)
- 1973 El paradigma perdido (Kairós, 1994)
- 1977 El método 1. La naturaleza de la naturaleza (Cátedra, 1986)
- 1980 El método 2. La vida de la vida (Cátedra, 1983)
- 1981 Journal d'un livre. Juillet 1980/août 1981 (InterÉditions)
- 1982 Para salir del siglo XX (Kairós)
- 1982 Ciencia con consciencia (Anthropos, 1988)
- 1983 ¿Qué es el totalitarismo? De la naturaleza de la URSS (Anthropos, 1985)
- 1984 New York. La ville des villes (Galilée)
- 1984 Sociología (Tecnos, 1995)
- 1986 El método 3. El conocimiento del conocimiento (Cátedra, 1988)
- 1987 Penser l´Europe (Gallimard, 1987)
- 1989 Vidal y los suyos (Galaxia Gutenberg, 2009)
- 1990 Introducción al pensamiento complejo (Gedisa, 1990)
- 1991 El método 4. Las ideas (Cátedra, 1992)
- 1993 Tierra-Patria, en colaboración con Anne Brigitte Kern (Kairós, 1995)
- 1994 La complexité humaine (Flammarion)
- 1994 Mis demonios (Kairós, 1995)
- 1995 Les fraticides. Yougoslavie-Bosnie 1991-1995 (Arléa)
- 1995 Une année Sisyphe (Seuil)
- 1996 Pleurer, aimer, rire, comprende  (Arléa)
- 1996 Vidal y los suyos (en colaboración con Véronique Grappe-Nahoum y Haïm Vidal Sephiha) ( Galaxia Gutenberg, 2009)
- 1997 Amor, poesía, sabiduría (Seix Barral, 2011)
- 1997 Para una política de la civilización (Paidós, 2009)
- 1999 La cabeza bien puesta/La mente bien ordenada (Nueva Visión 2008, Seix Barral 2000)
- 1999 Intelligence de la complexité (L'Harmattan)
- 1999 Relier les connaissances. Le défi du XXIe siècle (Seuil)
- 2000 Los siete saberes para una educación del futuro (coautoría con la Unesco, Paidós)
- 2001 El método 5. La humanidad de la humanidad (Cátedra, 2003)
- 2002 Pour une politique de civilisation (Árlea)
- 2003 La violencia en el mundo (con Jean Baudrillard) (Libros del Zorzal, 2004)
- 2004 El Método 6. Ética (Cátedra, 2006)
- 2004 Pour entrer dans le XXI siècle (Seuil)
- 2005 Culture et barbarie européennes (Bayard)
- 2006 Le Monde moderne et la Question juive (Seuil)
- 2007 Où va le monde? (L'Herne)
- 2007 Breve historia de la barbarie en Occidente
- 2007 Vers l'abîme? (L'Herne)
- 2007 El año I de la era ecológica (con Nicolas Hulot) (Paidós, 2008)
- 2008 La complexité humaine (Flammarion)
- 2008 Mi camino (Gedisa, 2010)
- 2009 Edwige, l'inseparable (Fayard)
- 2010 Ma gauche (François Bourin Édtiteur)
- 2010 Pour et contre Marx (Temps Présent)
- 2011 La Vía. Para el futuro de la Humanidad (Paidós, 2011)
- 2011 Mes philosophes (Germina, Fayard 2018)
- 2012 Journal (1962-1987) (Seuil)
- 2012 Journal (1992-2010) (Seuil)
- 2013 Mon Paris, ma mémoire (Fayard)
- 2013 Mes Berlin 1945-2013 (Le Cherche Midi)
- 2014 Enseñar a vivir. Manifiesto para cambiar la educación (Nueva visión, 2015)
- 2015 Penser global. L'humain et son univers (Laffont/MSH)
- 2015 L'aventure de La Méthode (Seuil)
- 2015 Penser Global (Champs)
- 2016 Écologiser l'Homme (Lemieux)
- 2017 Ce que fut le communisme (Pluriel)
- 2017 L'Île de Luna (Actes Sud)
- 2017 Où est passé le peuple de gauche? (L'aube)
- 2017 Connaissance, ignorance, mystère (Fayard)
- 2017 Le temps est venu de changer de civilisation. Dialogue avec Denis Lafay (L'Aube)
- 2018 L'Unité d'un homme (Robert Laffont)
- 2018 Poésies du Métropolitain (Decarte & Cie)
- 2018 Pour résister à la régression (L'Aube)
- 2019 Les souvenirs viennent à ma rencontre (Fayard)
- 2019 La Marseillaise (L'Aube, La Tour-d'Aigues)
- 2019 La Fraternité. Pourquoi? (Arles, Actes Sud)
- 2020 L'Entrée dans l'ère écologique (La Tour-d'Aigues)
- 2020 Sur la crise (Flammarion)
- 2020 Cambiemos de vía: Lecciones de la pandemia (Paidós)
- 2021 Lecciones de un siglo de vida (Paidós, 2022)
- 2021 Attends-toi à l'inattendu (dialogue avec Nicolas Truong) (L'Aube)
- 2021 Culture et barbarie européennes (L'Aube)
- 2021 Où est passé le peuple de gauche? (Editions de l'Aube)
- 2022 Réveillons-nous! (Denöel)
- 2022 Penser l'Europe (Folio)
- 2022 Histoire(s) de vie (Bouquins)
- 2023 De guerre en guerre. De 1940 à l'Ukraine (L'Aube)
- 2023 Encore un moment... (Denöel)
- 2023 Mon ennemi, c'est la haine: dialogues avec Véronique Châtel & Jean-Claude Perrier  (L'Aube)
- 2023 Des oasis de poésie. (Poesis)
- 2024 La méthode de La Méthode. Le manuscrit perdu (Actes Sud) (con la colaboración de Jean Tellez)
- 2024 Graines de sagaisité (Fayard)
- 2024 L’année a perdu son printemps (Denöel) (Novela autobiográfica inédita escrita en 1946)
- 2024 S'il est minuit dans le siècle: La première et fondamentale résistance est celle de l'esprit (L'Aube)
- 2024 ¡Boga, boga! Comunicación como un mover. (prólogo) (Massoni y Bussi)
- 2025 Y a-t-il des leçons de l'histoire ? (Denöel)